# Sicario 2: Soldado
Sicario 2: Soldado (original: Sicario: Day of the Soldado) este un film de acțiune, crimă și dramă din 2018 produs de Black Label Media în Statele Unite. Filmul este regizat de Stefano Sollima și în el interpretează Benicio del Toro, Josh Brolin, Isabela Moner și Jeffrey Donovan.

## Distribuție
- Benicio del Toro – Alejandro Gillick
- Josh Brolin – Matt Graver
- Isabela Moner – Isabel Reyes
- Jeffrey Donovan – Steve Forsing
- Manuel Garcia-Rulfo – Gallo
- Catherine Keener – Cynthia Foards
- Matthew Modine – James Riley
- Shea Whigham – Andy Wheeldon
- Elijah Rodriguez – Miguel Hernandez
- Howard Ferguson Jr.  – Troy
- David Castañeda – Hector
- Jacqueline Torres – Blandina
- Raoul Trujillo  – Rafael
- Bruno Bichir – Angel
- Jake Picking – Shawn